# Kräsuli
Kräsuli (schwedisch: Gräsö) ist eine Insel in der Ostsee, gelegen vor der Nordküste Estlands im Finnischen Meerbusen. Sie liegt zwischen der Halbinsel Viimsi und der Insel Aegna.
Der schwedische Name bedeutet Grasinsel. Als historische Formen sind Grääs Öen, Gräsör und Gräsgrund überliefert. Sie wird von Esten in direkter Übersetzung manchmal Rohusaar genannt.
Die Fläche beträgt 17 Hektar. Die Insel ist flach und bewaldet. Auf ihr befinden sich einige Sommerhäuser. Sie gehört verwaltungsmäßig zur Gemeinde Viimsi (Landkreis Harjumaa).